# Sant Pere de Cassovall
Sant Pere de Cassovall és l'església sufragània del poble de Cassovall, en el municipi de Montferrer i Castellbò (Alt Urgell), protegida com a bé cultural d'interès local.

## Descripció
És un edifici religiós d'una nau rectangular, molt deteriorat. Exteriorment és cobert a dues aigües. Té un campanar d'espadanya amb dos ulls, un d'ells mig tapat. És una construcció de pedres unides amb morter sense fer filades. En el frontis, on hi ha la porta, té un ull de bou i el campanar.

## Història
El primer esment del lloc de Cassovall i de la seva església data de 1080, en l'acta de consagració del monestir de Santa Cecília d'Elins, on Sant Pere de Cassovall figura entre les donacions fetes a aquest cenobi. L'actual edifici, però, no conserva cap prova de l'edifici medieval. Sembla fins i tot que la seva ubicació topogràfica fóra diferent a la del temple primitiu.
Va ser restaurada l'any 2008 substituint la coberta d'uralita per pissarra i eliminant l'arrebossat pintat de blanc. Actualment el seu ús és esporàdic.